# Commissaire des Nations unies pour la Namibie

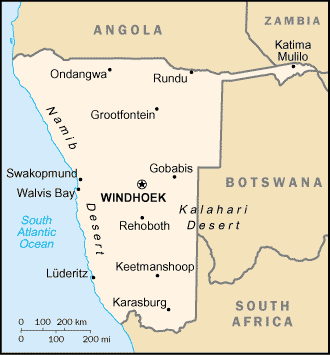
Carte du Sud-Ouest africain (Namibie).

Le commissaire des Nations unies pour le Sud-Ouest africain était un poste créé par l'Assemblée générale des Nations unies (AGNU) en 1966 pour affirmer la responsabilité directe de l'ONU pour le Sud-Ouest africain qui était alors occupé illégalement par l'Afrique du Sud de l'apartheid. 
L'Assemblée générale a renommé le poste en commissaire des Nations unies pour la Namibie en 1968. 
La Namibie a finalement obtenu son indépendance de l'Afrique du Sud le 21 mars 1990.

## Contexte
Après la Première Guerre mondiale, l'Afrique du Sud a reçu un mandat de la Société des Nations pour administrer le Sud-Ouest africain. Après la Seconde Guerre mondiale et l'instauration de l'apartheid, le mandat de l'Afrique du Sud a été révoqué par l'Assemblée générale des Nations Unies en octobre 1966. En mai 1967, l'Assemblée générale a créé le Conseil des Nations Unies pour le Sud-Ouest africain « pour administrer le Sud-Ouest africain jusqu'à l'indépendance, avec la participation maximale possible de la population du territoire ». En 1968, elle a adopté le nom de « Namibie » pour le territoire. Le Conseil de sécurité des Nations Unies a approuvé les actions de l'Assemblée générale des Nations Unies en adoptant les résolutions 264 et 269 de 1969. 
La résolution 276 du Conseil de sécurité de l'ONU de 1970 a confirmé l'illégalité de la présence de l'Afrique du Sud sur le territoire. La même année, le Conseil de sécurité a décidé de demander un avis consultatif à la Cour internationale de Justice (CIJ) quant aux conséquences juridiques pour les États membres de la présence continue de l'Afrique du Sud en Namibie malgré la résolution 276 du Conseil de sécurité de l'ONU de 1970. L'année suivante, l'avis consultatif de la CIJ a confirmé la révocation du mandat par l'Assemblée générale des Nations Unies et a déclaré que l'Afrique du Sud devait retirer son administration et mettre fin à son occupation de la Namibie, et que les États membres étaient tenus de s'abstenir de tout soutien ou assistance à l'Afrique du Sud en Namibie.

## Liste des Commissaires des Nations unies
Le poste de Commissaire des Nations unies pour la Namibie a été occupé par sept personnes. L'Afrique du Sud a tous refusé de les reconnaître.
| Commissaire             | Pays        | Date des fonctions                                 |
| ----------------------- | ----------- | -------------------------------------------------- |
| Anton Vratuša           | Yougoslavie | 27 octobre 1966 — 13 juin 1967                     |
| Constantin Stavropoulos | Grèce       | 13 juin 1967 — 1er décembre 1969 (par intérim)     |
| Agha Abdul Hamid        | Pakistan    | 1er décembre 1969 — 18 décembre 1973 (par intérim) |
| Sean MacBride           | Irlande     | 18 décembre 1973 — 1er janvier 1977                |
| Martti Ahtisaari        | Finlande    | 1er janvier 1977 — 1er avril 1982                  |
| Brajesh Mishra          | Inde        | 1er avril 1982 — 1er juillet 1987                  |
| Bernt Carlsson          | Suède       | 1er juillet 1987 — 21 décembre 1988                |

## Transition vers la souveraineté de la Namibie
Martti Ahtisaari est retourné en Namibie en avril 1989 en tant que Représentant spécial des Nations Unies pour diriger le Groupe d'assistance des Nations Unies pour la période de transition (GANUPT), qui supervisait l'Administrateur général nommé par l'Afrique du Sud, Louis Pienaar, et pour superviser la décolonisation de l'une des dernières colonies d'Afrique. 

### Difficultés initiales du GANUPT
Le 1er avril 1989, jour J du plan de paix, les unités du GANUPT n'étaient pas entièrement déployées et celles qui l'étaient (principalement des civils et des observateurs) manquaient d'équipement de transport et de communication. Malgré cela, les espoirs étaient grands, car un cessez-le-feu informel était en vigueur depuis près de sept mois. Cependant, au petit matin, les SADF signalèrent que des groupes lourdement armés de militants de la SWAPO, membres de l'Armée populaire de libération de la Namibie, avaient commencé à traverser la frontière et à établir des positions dans le nord de la Namibie. Si cela était avéré, cela aurait constitué une violation flagrante de l'accord prévoyant leur confinement dans leurs bases angolaises. La SWAPO nia avoir violé l'accord et affirma que ces combattants s'apprêtaient à remettre leurs armes au GANUPT et avaient été attaquées par les SADF.
Le chef du GANUPT, Martti Ahtisaari, subit la pression de la Première ministre britannique Margaret Thatcher, alors en visite en Afrique australe, et du ministre sud-africain des Affaires étrangères Pik Botha, pour autoriser les SADF à quitter leurs bases et à repousser les incursions de la SWAPO. Ahtisaari décida rapidement d'autoriser un déploiement limité, et décrira plus tard cette décision comme la plus difficile qu'il ait jamais prise. Il déclara au New York Times :
« Nous étions dans une logique de limitation, non pas de libération de troupes, mais de tentative de les contenir. Sinon, toute l'armée sud-africaine aurait pu s'en prendre aux guérilleros namibiens, et je pense qu'elle aurait pu intervenir en Angola. En limitant les représailles sud-africaines à une demi-douzaine de bataillons de l'armée et d'unités de police, le processus de transition a finalement été sauvé»
Une période de combats intense s'ensuivit, causé plus de 350 morts dans les rang de la SWAPO.

### Nouvel accord pour l'accession à la souveraineté
Des négociations précipitées eurent lieu et un nouvel accord fut conclu le 20 avril 1989 : les SADF rentraient dans leur base pendant 60 heures, permettant aux militants de la SWAPO de se retirer pacifiquement. Les SADF disposait alors de deux semaines pour confirmer que la SWAPO avait bien quitté la Namibie et pour saisir les caches d’armes découvertes. Cet accord fut respecté par les deux parties, bien qu’Ahtisaari et le Secrétaire général de l’ONU, inquiets de la durée de l’absence des SADF dans leurs bases, aient exercé de fortes pressions pour les faire rentrer dans leurs casernes. Malgré ces réserves, le retrait et la vérification se déroulèrent sans incident et, à la fin, le GANUPT était presque entièrement déployé, malgré un mois de retard.
En octobre 1989, sur ordre du Conseil de sécurité de l'ONU, Pretoria fut contrainte de démobiliser quelque 1 600 membres du Koevoet (mot afrikaans signifiant « pied-de-biche »). La question du Koevoet avait été l'une des plus difficiles auxquelles le GANUPT avait été confronté. Cette unité de contre-insurrection avait été créée par l'Afrique du Sud après l'adoption de la résolution 435 du Conseil de sécurité de l'ONU et n'était donc pas mentionnée dans la proposition de règlement du conflit ni dans les documents connexes. L'ONU considérait le Koevoet comme une unité paramilitaire qui devait être dissoute, mais l'unité continua de se déployer dans le nord au sein de convois blindés et lourdement armés. En juin 1989, le Représentant spécial déclara à l'Administrateur général que ce comportement était totalement incompatible avec la proposition de règlement, qui exigeait que la police soit légèrement armée. De plus, la grande majorité du personnel du Koevoet était totalement inapte à continuer à travailler au sein de la police du Sud-Ouest africain (SWAPOL). Le Conseil de sécurité, dans sa résolution 640 (1989) du 29 août, a donc exigé la dissolution du Koevoet et le démantèlement de ses structures de commandement. Le ministre sud-africain des Affaires étrangères, Pik Botha, a annoncé le 28 septembre 1989 que 1 200 anciens membres du Koevoet seraient démobilisés à compter du lendemain. 400 autres membres ont été démobilisés le 30 octobre. Ces démobilisations ont été supervisées par les observateurs militaires du GANUPT. 

### Fin de la mission du GANUPT
La période de transition de 11 mois s'est terminée relativement sans heurts. Les prisonniers politiques ont été amnistiés, la législation discriminatoire a été abrogée, l'Afrique du Sud a retiré toutes ses forces de Namibie et quelque 42 000 réfugiés sont rentrés en toute sécurité et volontairement sous les auspices du Haut Commissariat des Nations unies pour les réfugiés (HCR). Près de 98 % des électeurs inscrits se sont rendus aux urnes pour élire les membres de l'Assemblée constituante. Les élections ont eu lieu en novembre 1989 et ont été certifiées libres et équitables par le Représentant spécial des Nations Unies. La SWAPO a recueilli 57 % des voix, soit un peu moins des deux tiers nécessaires pour avoir toute liberté de révision de la constitution-cadre. Le Mouvement démocratique populaire, parti d'opposition, a obtenu 29 % des voix. L'Assemblée constituante a tenu sa première réunion le 21 novembre 1989 et a décidé à l'unanimité d'utiliser les principes constitutionnels de 1982 dans la nouvelle constitution namibienne.

### Jour de l'indépendance
Le jour de l'indépendance, le 21 mars 1990, fut célébré au stade de Windhoek, en présence de nombreux représentants internationaux, dont les principaux acteurs, le secrétaire général de l'ONU, Javier Pérez de Cuéllar, et le président sud-africain, F.W. de Klerk, qui conférèrent conjointement l'indépendance officielle à la Namibie. Sam Nujoma prêta serment, premier président de la Namibie, sous le regard de Nelson Mandela (tout juste sorti de prison) et de représentants de 147 pays, dont 20 chefs d'État. 
Le 1er mars 1994, l'enclave côtière de Walvis Bay et douze îles au large ont été transférées à la Namibie par l'Afrique du Sud. Cette décision faisait suite à trois années de négociations bilatérales entre les deux gouvernements et à la création, en novembre 1992, d'une Autorité administrative conjointe (AAC) transitoire chargée d'administrer les 780 km2. La résolution pacifique de ce conflit territorial a été saluée par la communauté internationale, car elle respectait les dispositions de la résolution 432 (1978) du Conseil de sécurité des Nations unies, qui déclarait Walvis Bay partie intégrante de la Namibie.